# Euphyia annuliferata
Euphyia annuliferata là một loài bướm đêm trong họ Geometridae.